# Nanc-lès-Saint-Amour
Nanc-lès-Saint-Amour är en kommun i departementet Jura i regionen Bourgogne-Franche-Comté i östra Frankrike. Kommunen ligger i kantonen Saint-Amour som tillhör arrondissementet Lons-le-Saunier. År 2018 hade Nanc-lès-Saint-Amour 296 invånare.

## Befolkningsutveckling
Antalet invånare i kommunen Nanc-lès-Saint-Amour
Referens:INSEE